# Achsheim
Achsheim (umgangssprachlich auch Achsen) ist ein  Ortsteil der Gemeinde Langweid am Lech im schwäbischen Landkreis Augsburg in Bayern (Deutschland).
 Zur Gemarkung gehört auch der Weiler Eggelhof.

## Geographie
Das Pfarrdorf Achsheim liegt 19 Kilometer nordwestlich von Augsburg im Tal der Schmutter. Unmittelbar westlich des Ortes steigt das Gelände rapide auf eine Höhe von über 500 m ü. NN zur Achsheimer Hart, einem Ausläufer des  Holzwinkels hin an. In dem weitläufigen Waldgebiet befinden sich zahlreiche Erzabbaustätten vor- und frühgeschichtlicher Zeitstellung und einige Quellen.

## Geschichte

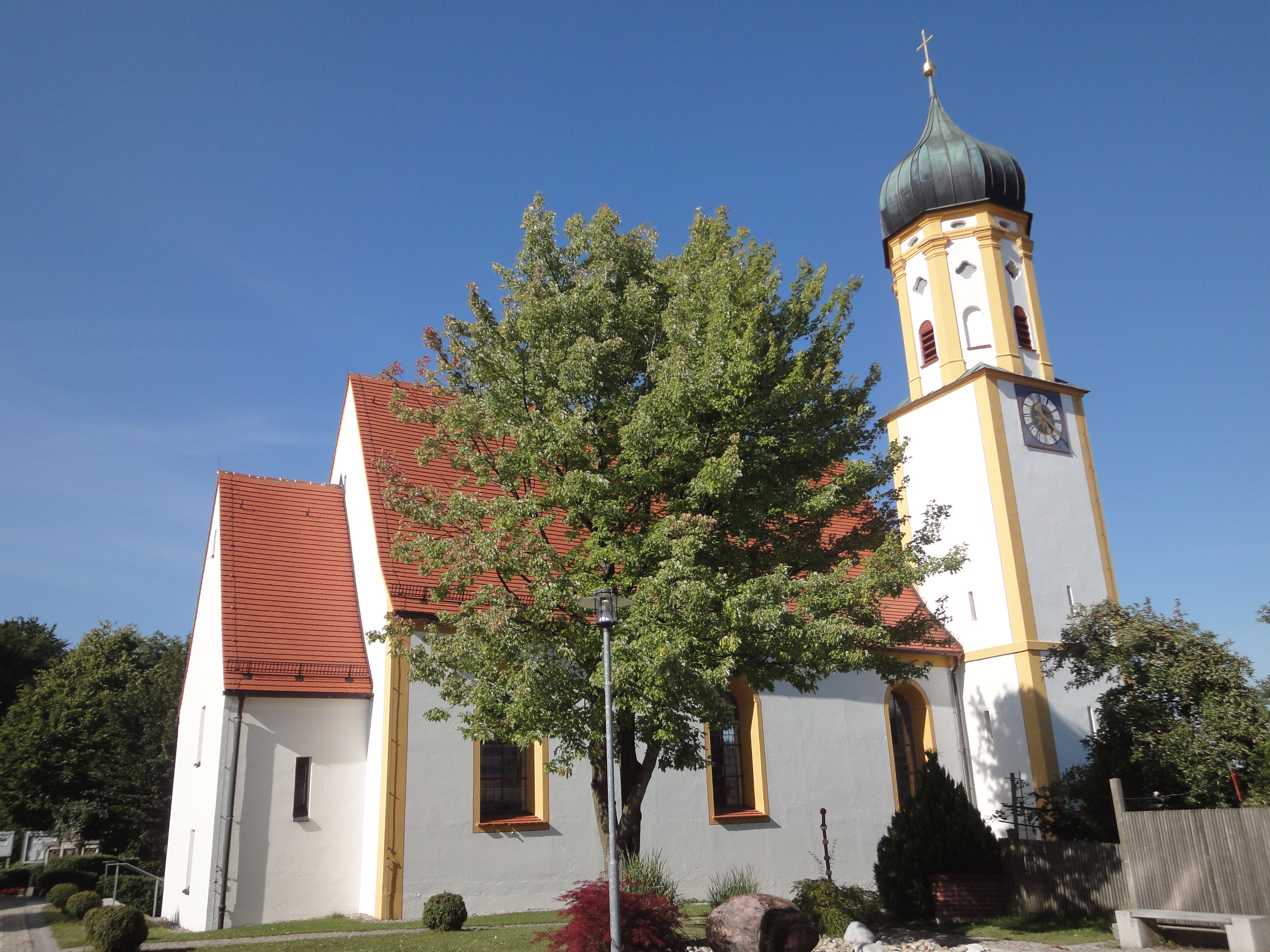
St. Peter und Paul in Achsheim

Die Gegend war bereits zur Bronze- und Urnenfelderzeit dicht besiedelt. Die klimatisch geschützte Lage im Windschatten des Mittelgebirgszuges, die Bodenschätze und das fruchtbare Flusstal begünstigten die Ansiedelung. Zahlreiche Bodendenkmäler belegen die Besiedelung bis in die römische Kaiserzeit; mit deren Niedergang endete sie allerdings vorübergehend. Aus den unruhigen Zeiten der Völkerwanderung gibt es keine Fundhorizonte, diese setzen erst zu karolingischer Zeit im 8. Jahrhundert wieder ein. Urkundlich erwähnt wird Achsheim im 12. Jahrhundert als Aseheim.
Achsheim und Eggelhof gehörten zur Grundherrschaft des Domstifts Augsburg. An Gräueltaten aus dem Dreißigjährigen Krieg erinnert ein Mahnmal von 1632, das ebenso wie die Schmutter, im Ortswappen geführt wird.
Die katholische, in ihrem Kern spätgotische Peter-und-Paul-Kirche in Achsheim gehört zum Bistum Augsburg. Um 1680 wurde sie um Chor und Sakristei vergrößert und um 1750 zu ihrem heutigen Erscheinungsbild erweitert.
Sie steht ebenso unter Denkmalschutz wie auch die kleine Lourdeskapelle aus dem 19. Jahrhundert am südlichen Ortsausgang.
Um 1800 war Achsheim mit etwa 40 Gehöften ein typisches Straßendorf entlang des Handelsweges zwischen dem Bergrücken und der Schmutter. Es gab dort eine Brücke und eine Mühle sowie 700 m westlich eine Ziegelei.
Achsheim war mit seinem Ortsteil Eggelhof eine selbstständige Gemeinde und wurde am 1. Juli 1972 im Zuge der Gebietsreform in Bayern in die Gemeinde Langweid am Lech eingemeindet. Zu dieser Zeit zählte der Ort etwa 500 Einwohner.

## Verkehr
Die Kreisstraße A 15 führt von der Staatsstraße St 2033 bei Biberbach über Eggelhof, Achsheim und Gablingen nach Täfertingen, wo sie in die Kreisstraße A 9 mündet.

## Persönlichkeiten
- Sebastian Kuchenbaur (* 1936 in Achsheim; † 2008 in Achsheim), deutscher Politiker (CSU)
- Ulrich Zusemschneider (* in Zusmarshausen; † 1632, ermordet bei Achsheim), katholischer Pfarrer